# Pheidole radoszkowskii
Pheidole radoszkowskii är en myrart som beskrevs av Mayr 1884. Pheidole radoszkowskii ingår i släktet Pheidole och familjen myror.

## Underarter
Arten delas in i följande underarter:
- P. r. acuta
- P. r. australis
- P. r. discursans
- P. r. inversa
- P. r. luteola
- P. r. opacissima
- P. r. parvinoda
- P. r. pugnax
- P. r. radoszkowskii
- P. r. reflexans
- P. r. saviozae

## Bildgalleri

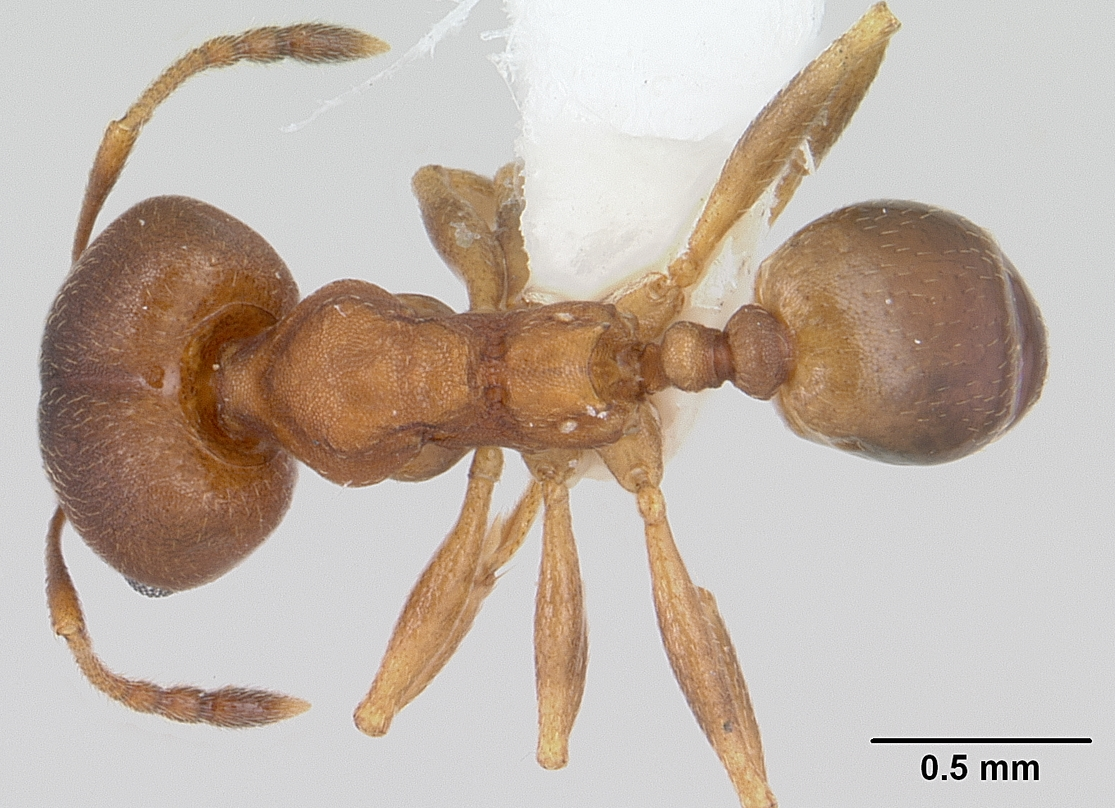
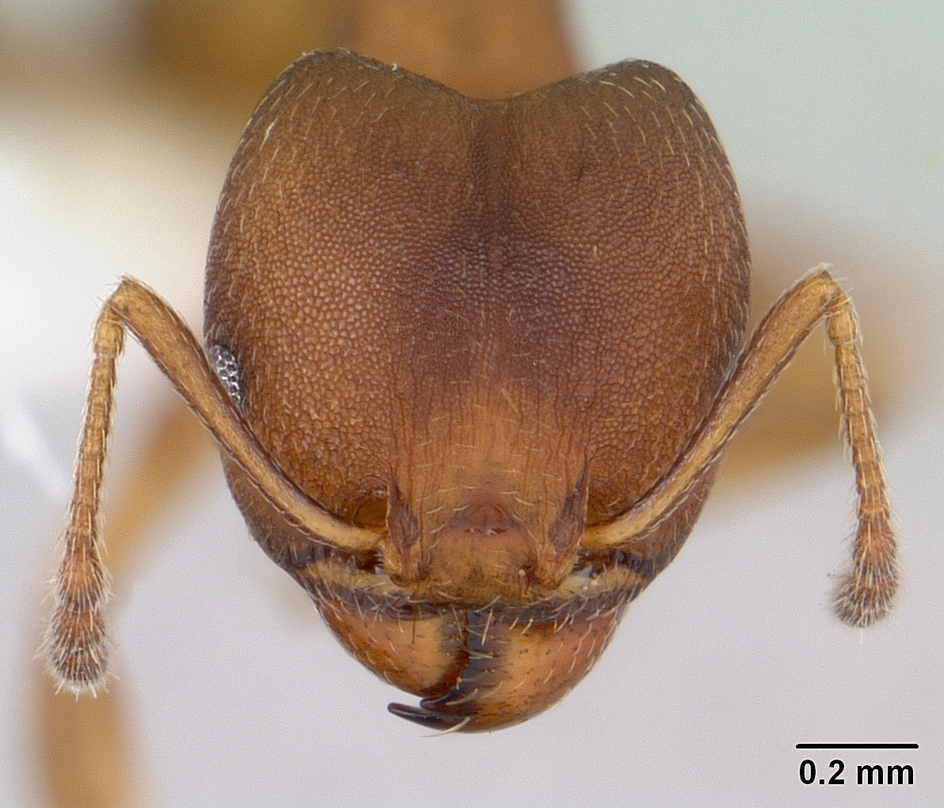
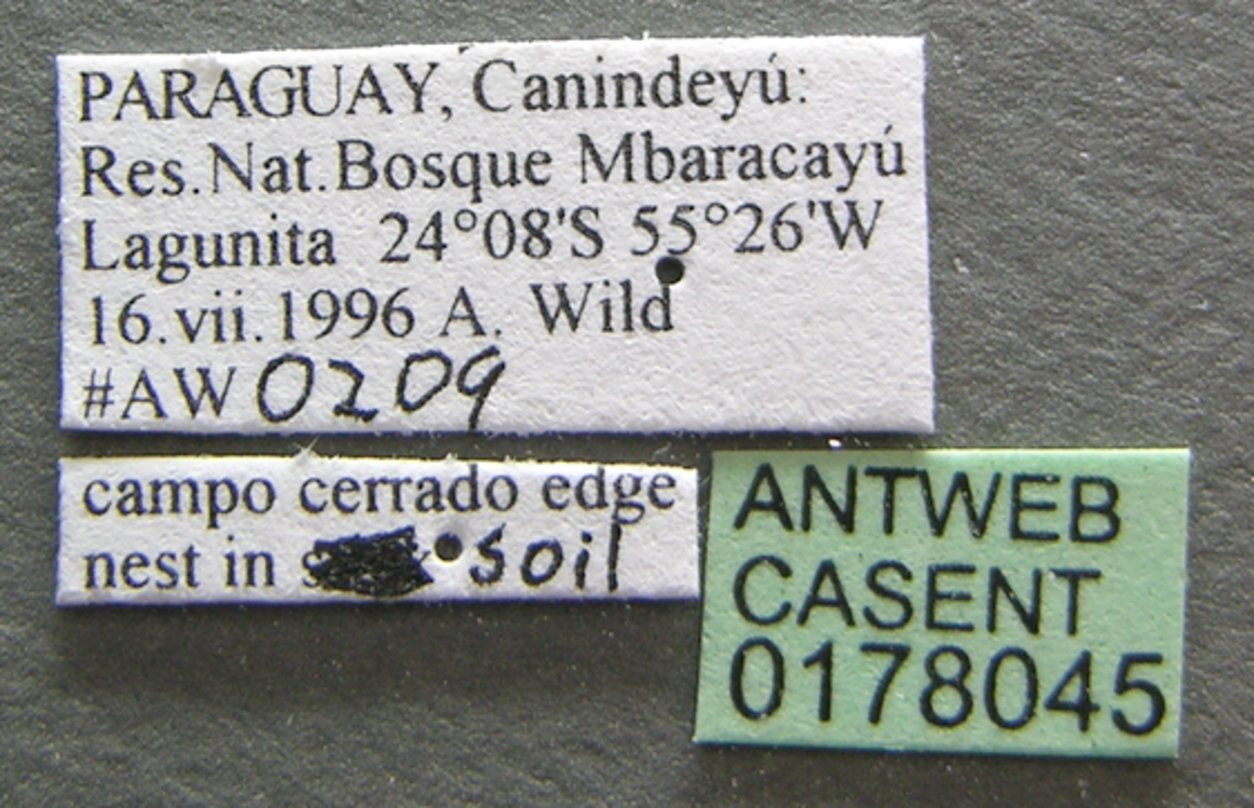
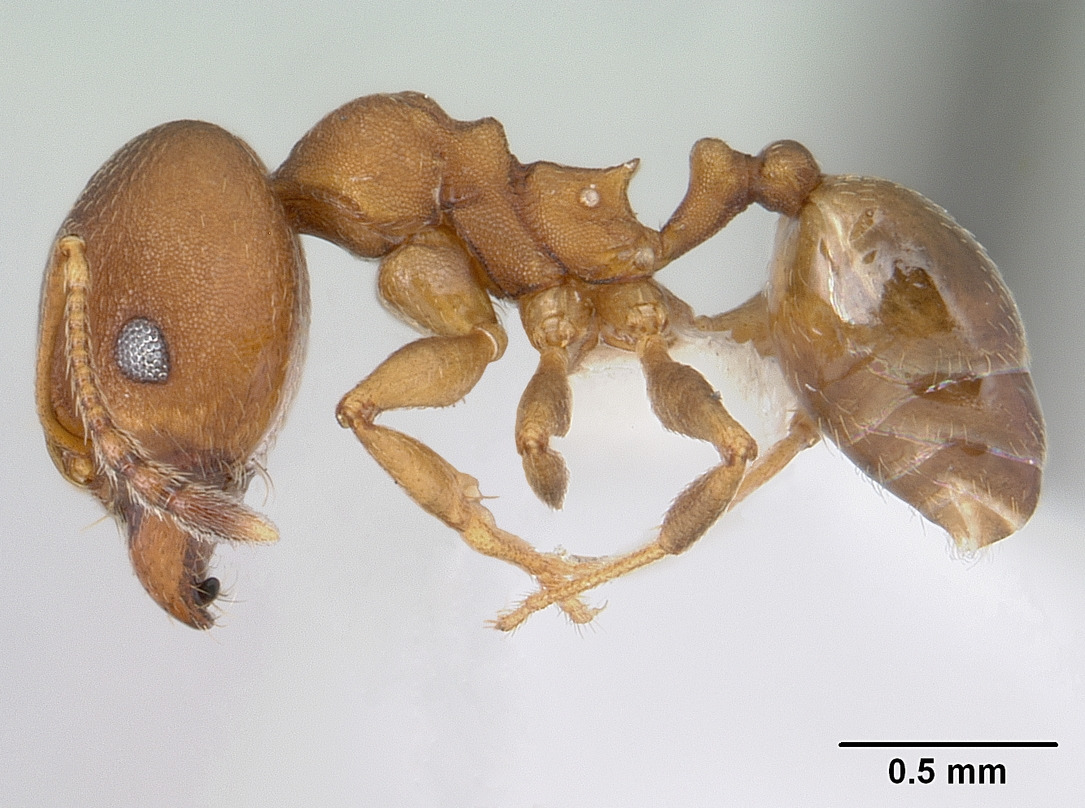
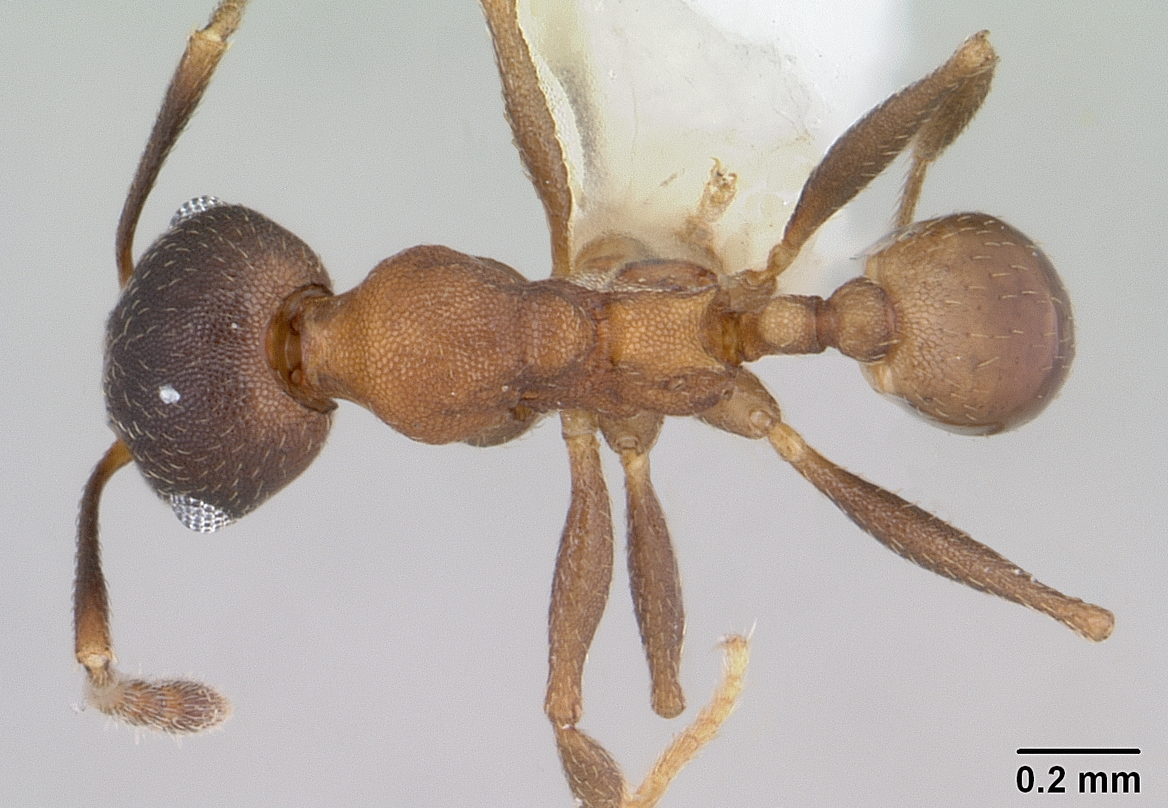
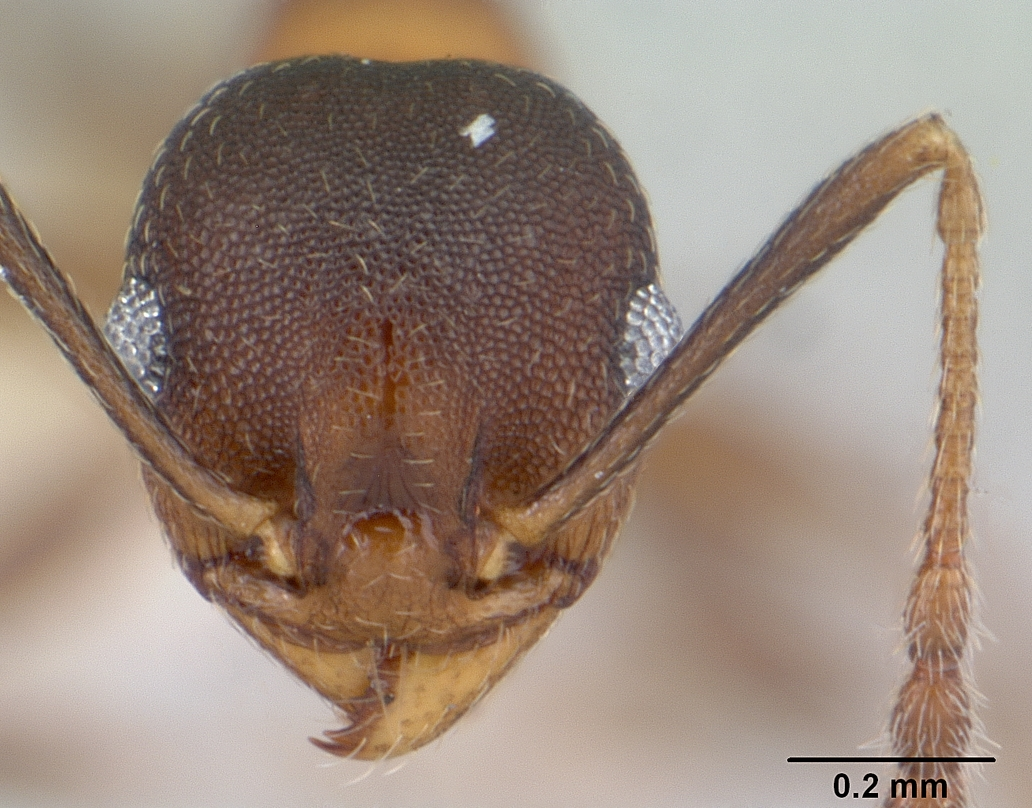